# Neoegyiptomi stílus

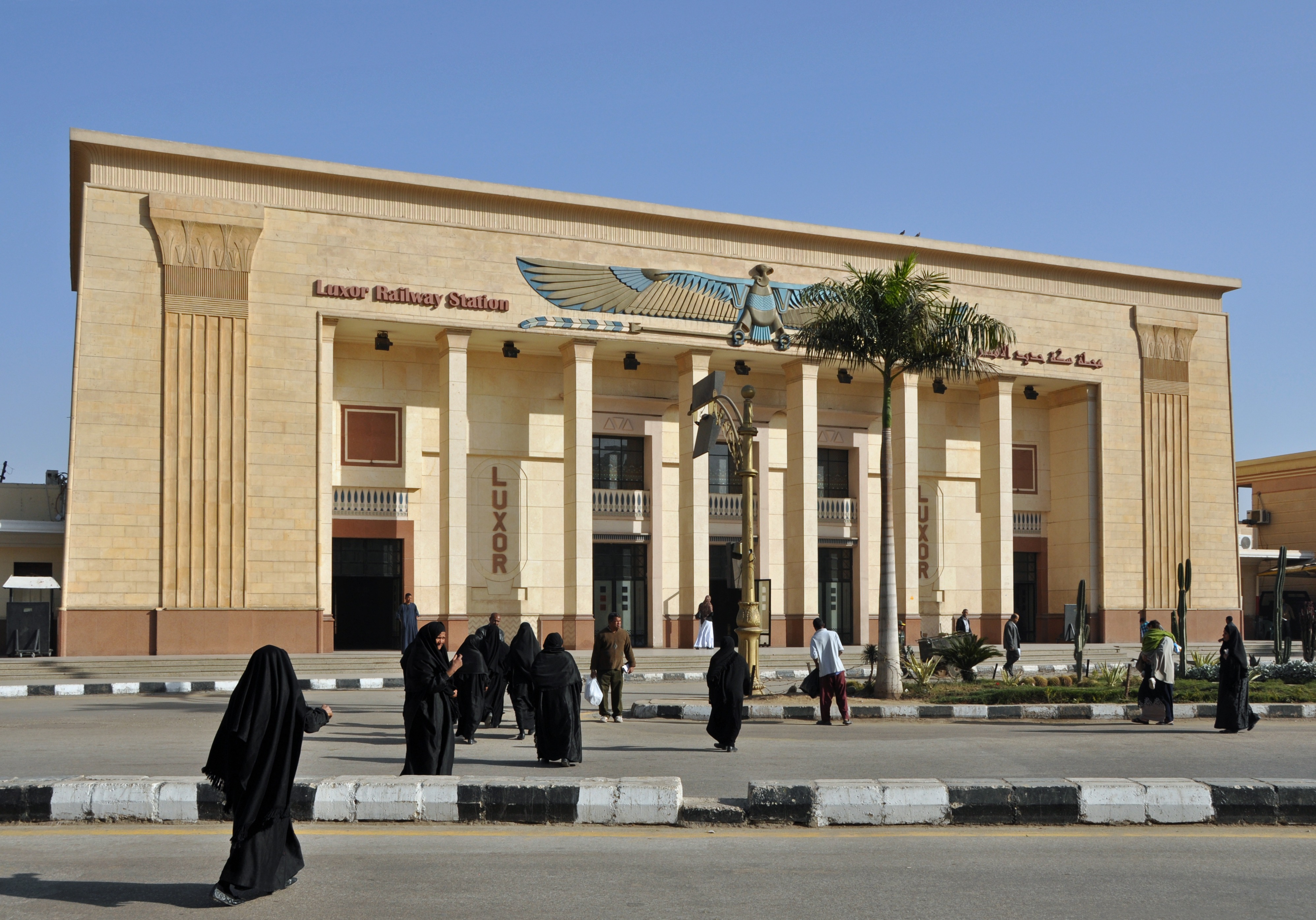
Luxori vasútállomás (Egyiptom, 1898)

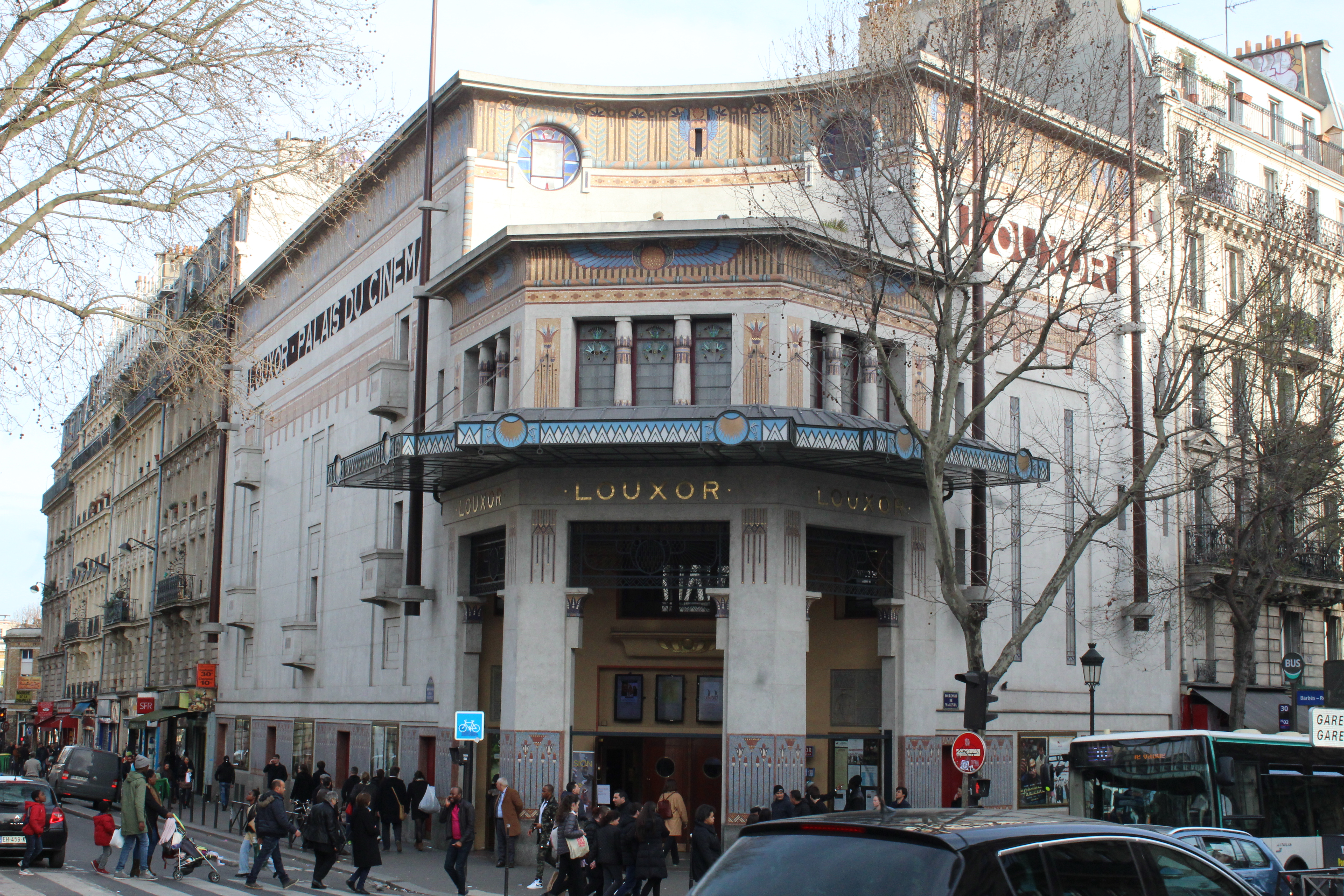
Párizsi „Luxor” mozi (Franciaország, 1921)

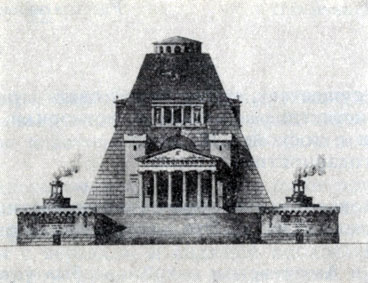
I. Pál cár mauzóleumának terve (Oroszország, 1802)

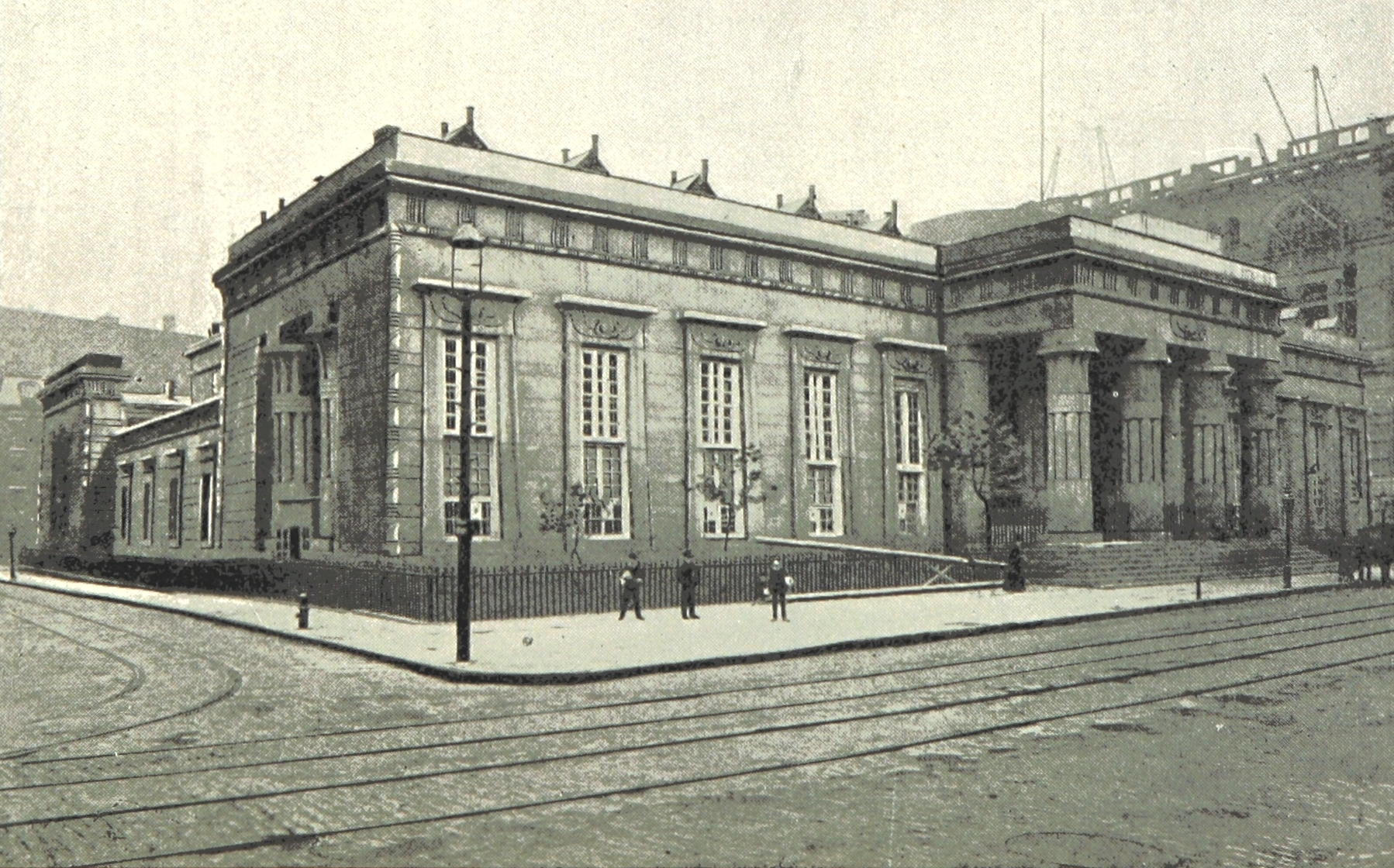
New York régi börtöne (USA, 1838, elbontva 1902)

A neoegyiptomi stílus (angolul: Egyptian Revival, németül: Neuägyptische Stil, franciául: Éclectisme égyptien, olaszul: Architettura neoegizia, oroszul: Египтизирующий стиль), más neveken egyiptomi újjászületés, egyiptizálás, egyiptomi eklektika egy 19. században – 20. század elején elterjedt (főként) építészeti stílus volt a historizmuson belül, egyike a neostílusoknak.

## Története
Az Ókori Egyiptom kultúrája már a maga korában is hatással volt a környezetére. Ismert, hogy a Római Birodalom több épületében egyiptomi motívumokat is felhasználtak a falfestmények készítésénél (pl. A Porta Maggiore földalatti palotája, Maecenas auditoriuma).
Ennek ellenére a szűkebb értelemben vett egyiptizáló stílus megszületése csak a 19. századra tehető. Ennek előzménye, hogy a 18. század végén megindult az Ókori Egyiptom felfedezése: mind régészeti kutatások sora, mind az óegyiptomi írások megfejetésével az írott dokumentumok (kéziratok, feliratok) megfejtése. Ez a szűkebben vett tudományos eredményein kívül a 19. században kihatott a szélesebb kultúrára is. Ennek oka egyes megközelítések szerint az egyiptomi kultúra rendkívül hosszú életében (kb. Kr. e. 3000 – Kr. u. 500) keresendő, amely ezt az üzenetet hordozva alkalmassá tette a korszakban európai emlékművek tervezésére is. Egyes kutatások három „egyiptomi újjászületési” korszakot határoznak meg:
- első „egyiptomi újjászületés” (kb. 1830–1850), a Rosette-i kő megfejtését követően
- második „egyiptomi újjászületés” (kb. 1880-tól), a Szuezi-csatorna megépítését követően
- harmadik  „egyiptomi újjászületés” (kb. 1920–1935), Tutanhamon fáraó sírjának felfedezését követően

Ezek mellett már a klasszicizmus megfigyelhető volt a jelenléte, elsősorban a pálma- vagy sáslevelekkel képzett egyiptizáló oszlopfők tekintetében.
Az „egyiptomi újjászületés” a művészeten belül elsősorban az építészetre hatott. A korszakban (különösen a 19. század második felében) az úgynevezett historizmus uralkodott, amely anyagát régebbi korszakok építészeti stílusainak felújításából merítette, és ezeket vagy tisztán (neoromanika, neogótika, neoreneszánsz, neobarokk, neoklasszicizmus), vagy pedig keverten (eklektika) alkalmazta az épületeknél. Az „egyiptomi újjászületés” vonatkozásában ugyanakkor megfigyelhető, hogy teljes épületeket ritkán építettek kizárólag egyiptizáló stílusban.
A stílus túlélte a századfordulót (harmadik virágzás), és ekkor elkezdett összeolvadni az Art déco mozgalommal, amelyben elsősorban a díszítőelemeknél használták szívesen. Az egyiptizálás 1930 körül kezdett el hanyatlani, és 1935 körül tűnt el az építészetből.
Az egyiptizálás korabeli kisebb, iparművészeti tárgyaknál is bizonyos mértékben megjelent.

## Példák egyiptizáló építményekre

### Amerika
- 1827–1843: Bunker Hill Monument in Charlestown (USA)
- 1835: Philadelphia County Prison, Philadelphia (USA, elbontva: 1968)
- 1844: First Presbyterian Church, Sag Harbor (USA)
- 1848–1884: Washington-emlékmű, Washington (USA)
- 1849–1851: The First Presbyterian Church, Nashville (USA)
- 1914: Masonic temple, Charlotte (USA, elbontva: 1987)
- 1914–1916: Winona Savings Bank Building, Winona (USA)
- 1922: Grauman's Egyptian Theatre, Los Angeles (USA)
- 1927: Pythian Temple, New York (USA)
- 1928: Lincoln Theatre, Columbus (USA)

### Európa

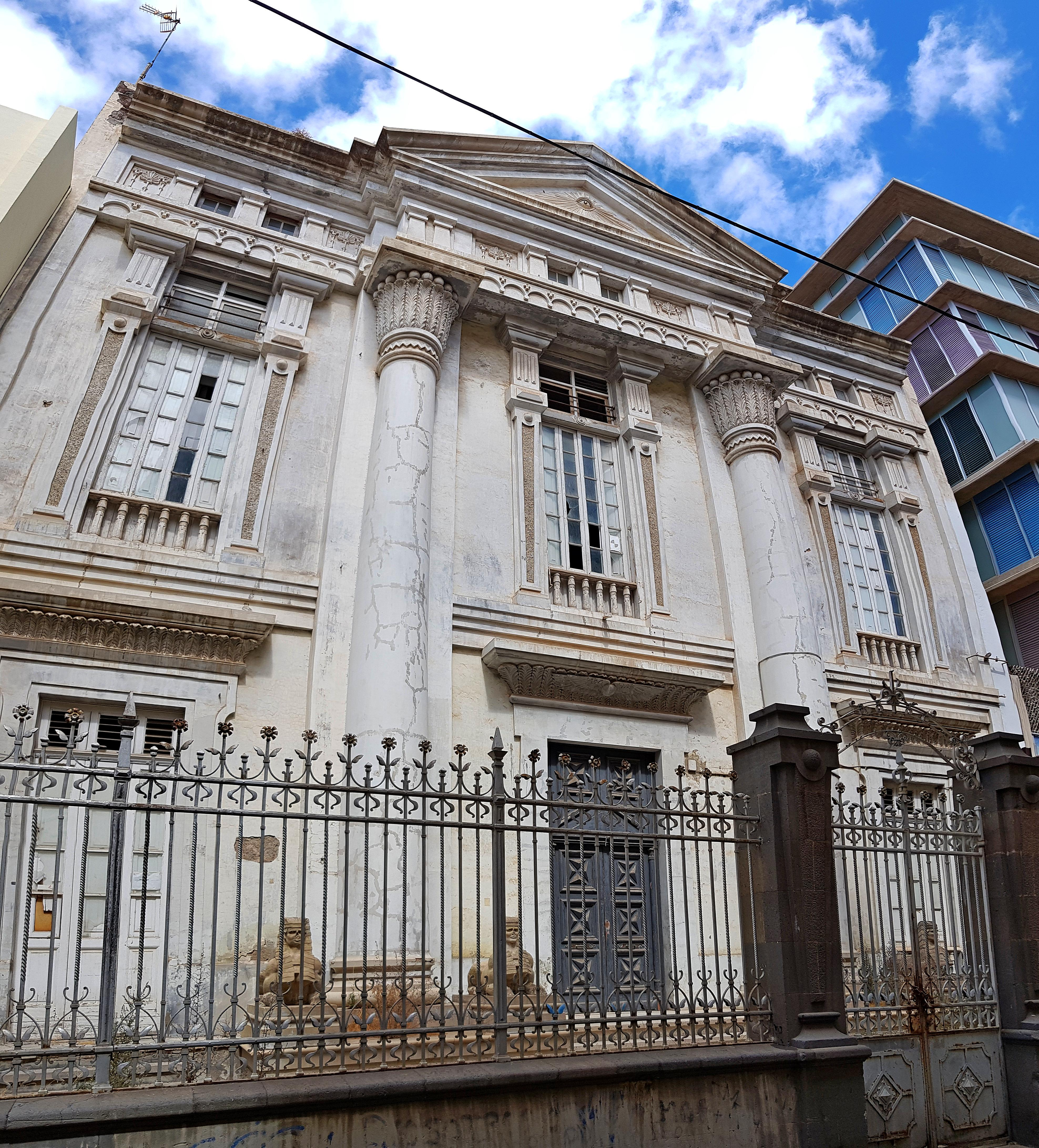
Santa Cruz de Tenerife szabadkőműves temploma (Spanyolország)

- 1825–1826: Egyiptomi híd, Szentpétervár (Oroszország)
- 1836–1840: Templom Művek (gyár), Leeds (Anglia)
- 1838–1840: Abney Park Temple Lodges, London (Egyesült Királyság)
- 1846–1848: Régi zsinagóga, Canterbury (Egyesült Királyság)
- 1867: Queen's Park templom, Glasgow (Egyesült Királyság)
- 1870: The Egyptian Halls, Glasgow (Egyesült Királyság)
- 1881–1889: Schilizzi mauzóleum, Nápoly (Olaszország)
- 1891: Typhonium, Wissant közelében (Franciaország)
- 1902: Santa Cruz de Tenerife szabadkőműves temploma (Spanyolország)
- 1914: Helytörténeti Múzeum, Krasznojarszk (Oroszország)
- 1921: Louxor Színház, Párizs (Franciaország)
- 1924–1929: Lenin-mauzóleum, Moszkva (Oroszország)
- 1926–1928: Carreras Cigaretta Gyár, London (Egyesült Királyság)
- 1927–1928: Collins & Parri's Arcadia Works for Carreras, London (Egyesült Királyság)

### Ausztrália

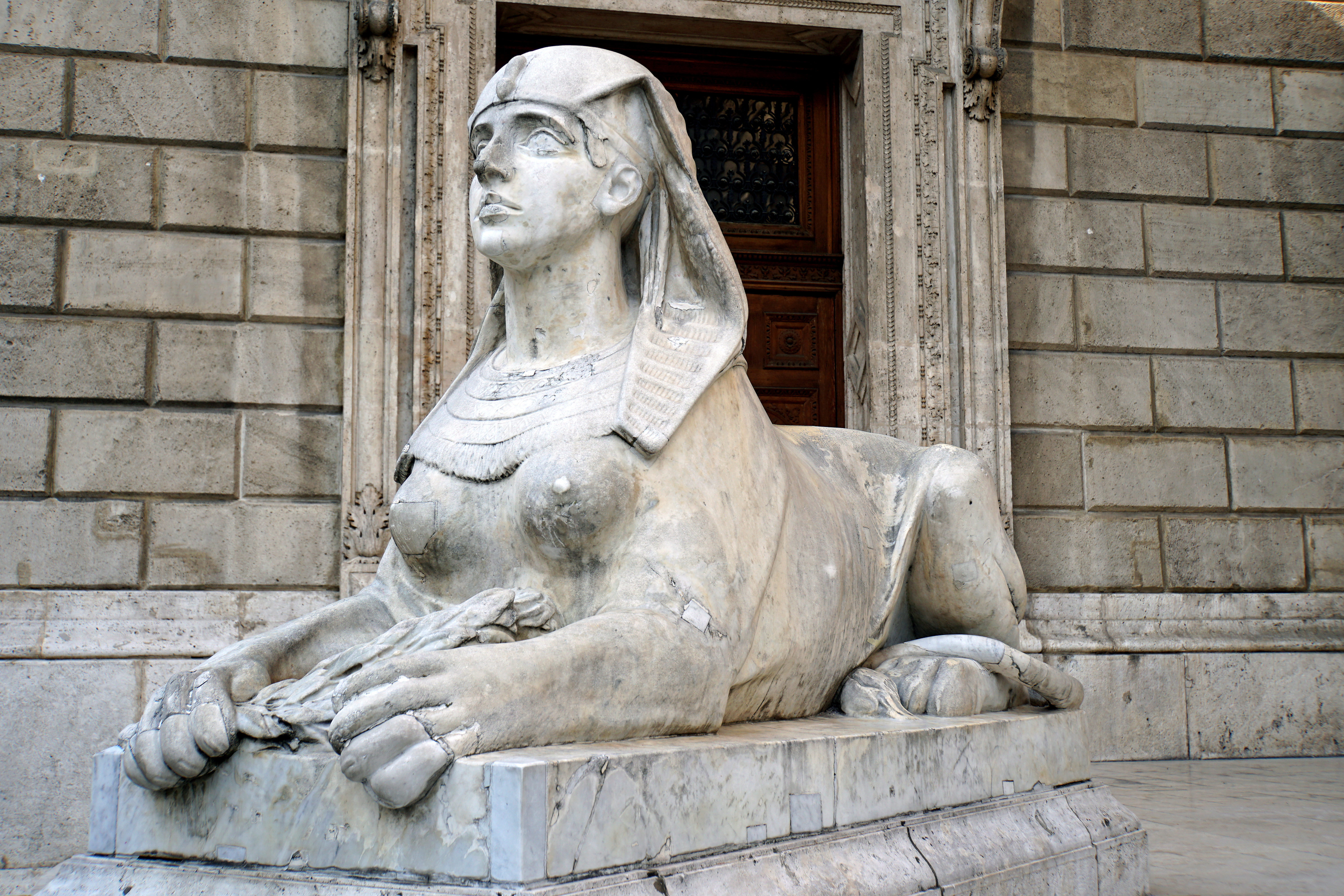
Szfinx a Magyar Állami Operaház bejárata előtt (Budapest)

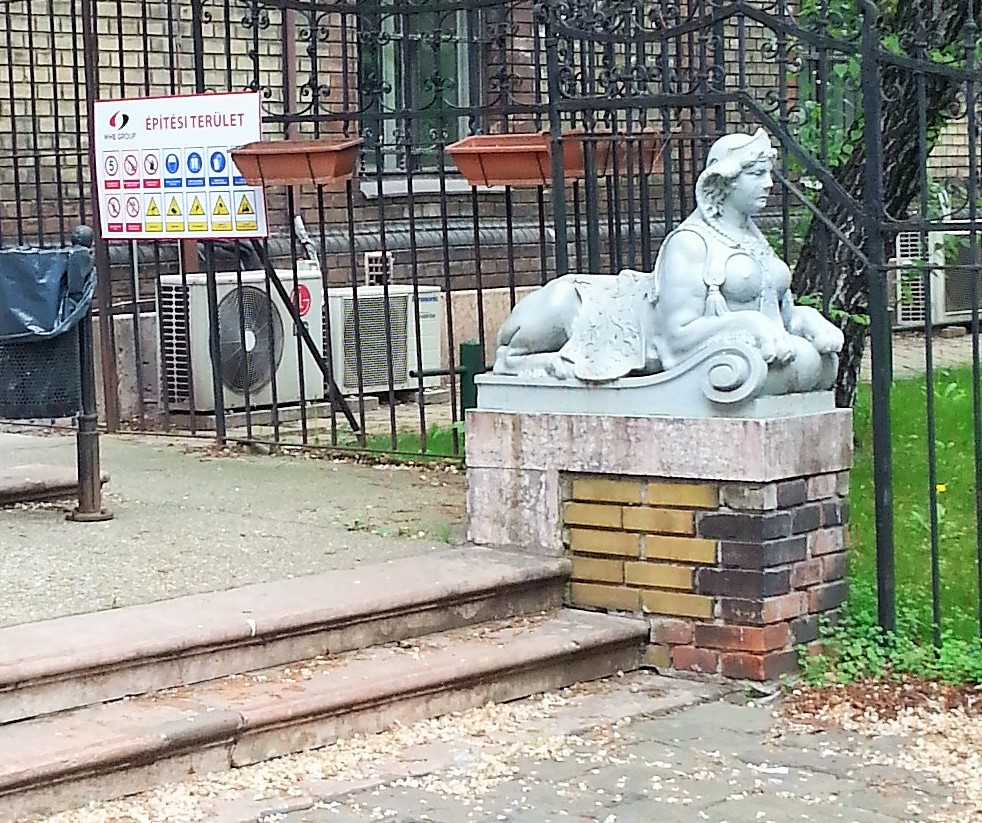
Szfinx a Semmelweis Egyetem Igazságügyi és Biztosítás-orvostani Intézetének bejárata előtt (Budapest)

- 1844: Launceston zsinagóga, Launceston
- 1845: Hobart zsinagóga, Hobart
- 1927: Emulation Hall, Melbourne
- 1934: Perth Girls' School, Perth
- 1937: Manly Town Hall, Manly

## Magyarországon

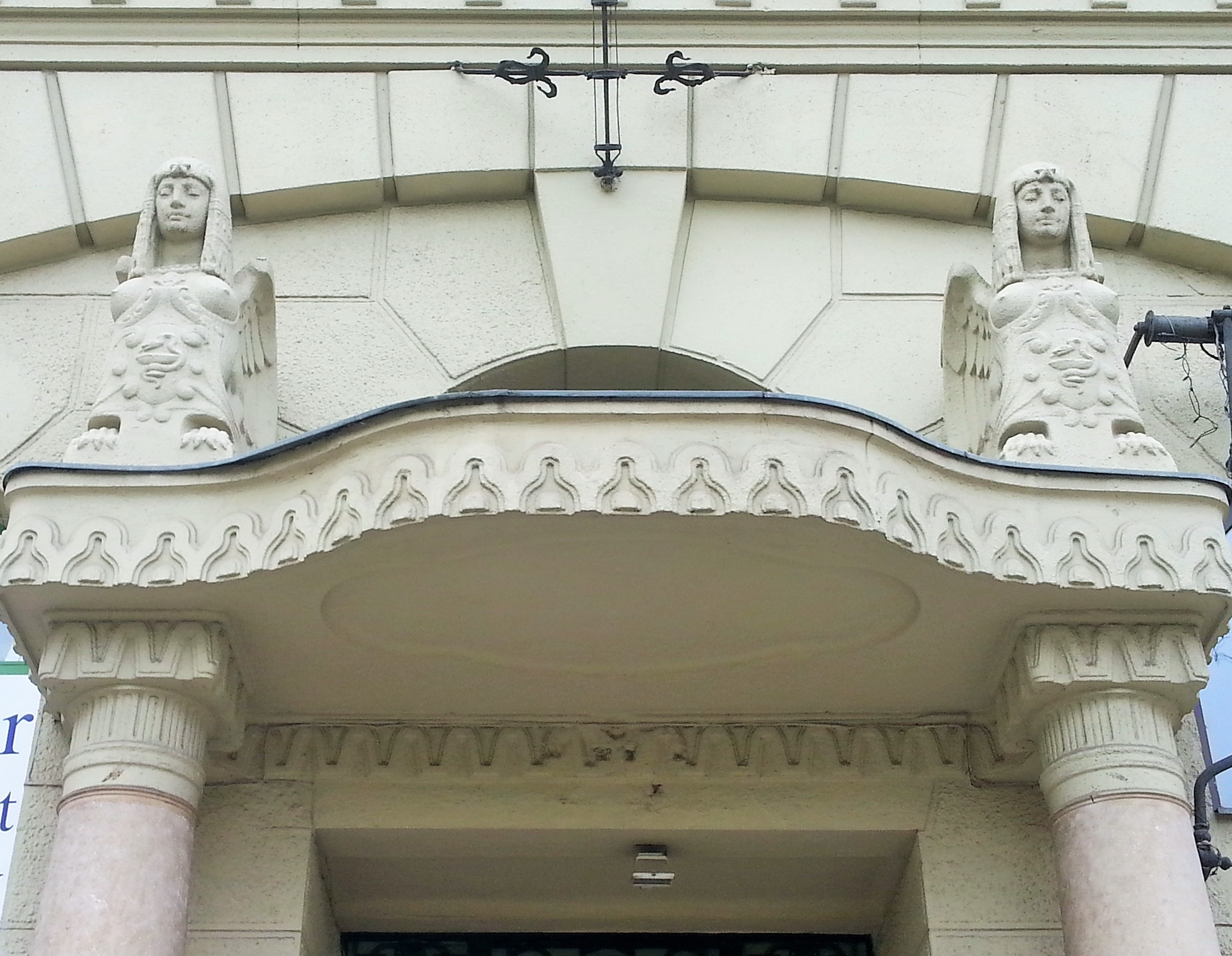
Egyiptomi nőalakok a Hadik kávéház bejárata fölött (Budapest)

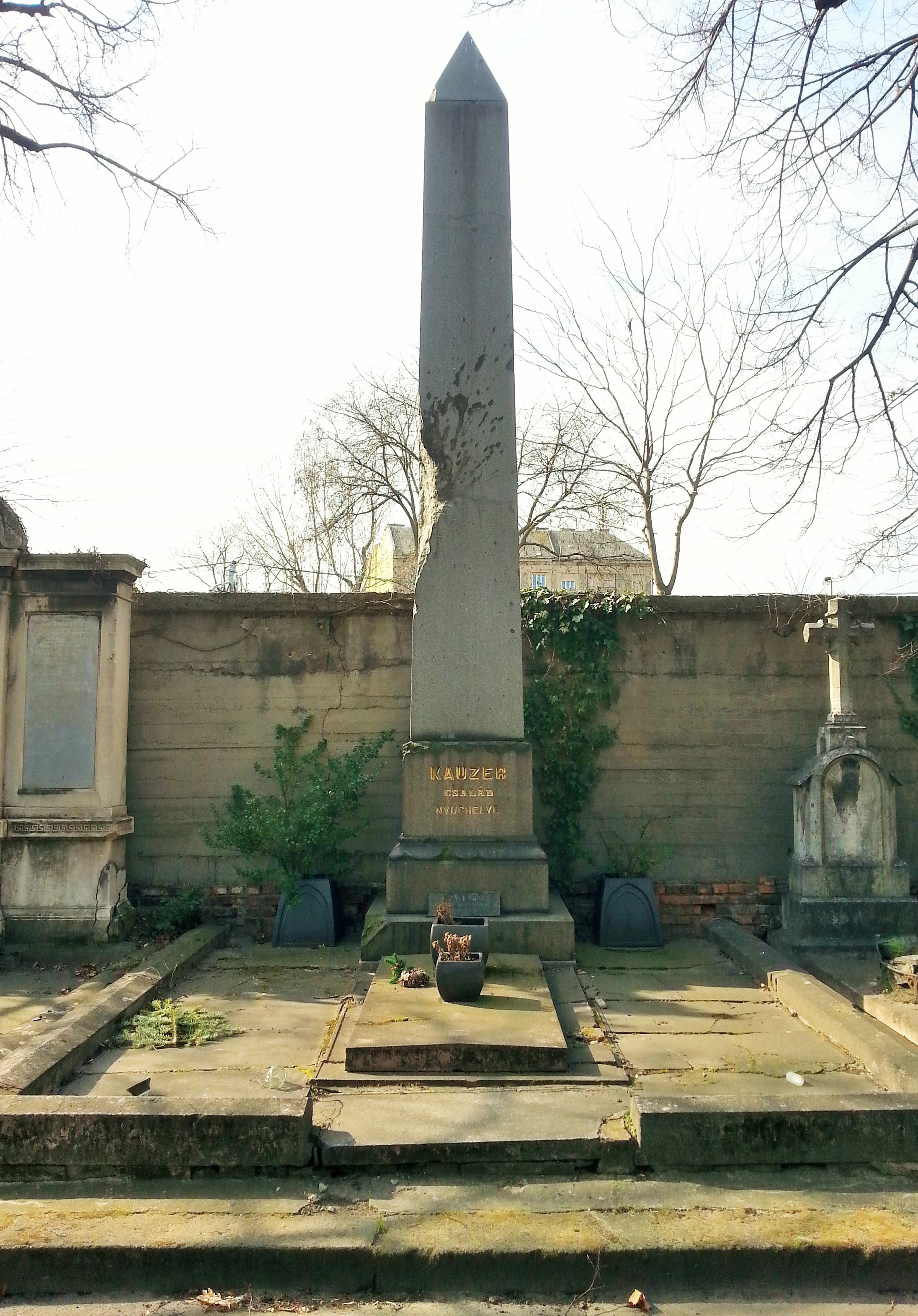
A Kauzer-család obeliszkje, amelynek mérete jelentősen meghaladja a Fiumei úti sírkert többi obeliszkét (falsírboltok, J103). Az obeliszken második világháborús lövésnyomok látszanak.

Magyarországon az egyiptizálás nem hagyott jelentősebb nyomokat. Középületek tervezésekor nem számított kedvelt irányzatnak, jelentősebb felhasználása a korabeli funerális építészet területén ismert.
Bizonyos egyiptizáló törekvéseket-hatásokat lehet felfedezni a kaposvári Szivárvány Kultúrpalota dekorációjában, az esztergomi bazilika altemplomának kialakításában, a Magyar Állami Operaház elé állított két szfinxben, a Zeneakadémia homlokzati díszein, a Lánchíd pülónjain, illetve a Podmaniczky utcai Magyarországi Symbolikus Nagypáholy egykori páholyházának homlokzati és  belső dekorációjában. (A közelmúltban felújított épület jelenleg Mystery Hotel Budapest néven működik.) Egyiptizáló díszítést alkalmazott Kőrössy Albert Kálmán több budapesti villánál, illetve a nyíregyházi egykori Szabolcsi Agrár Takarékpénztár épületénél. A Hadik kávéház bejárata fölötti két női torzó is egyiptomi hatásokat tükröz. A Kistapolcsányi Keglevich-kastély falfestéseinek egy része sorolható a stílushoz.
Alagút bejáratoknál is felmerült a stílus alkalmazása: esztergomi „Sötétkapu” mindkét kapuzatán megvalósult, a budapesti Váralagút Duna felőli kapuzata esetében nem.
A budapesti Fiumei úti sírkertben legalább két síremlékről ismert, hogy ezt a stílust használta készítője. Az egyik Döbrentei Gábor obeliszk formájú síremléke Uroborosz kígyóval, amely az örökkévalóságot jelképezte. Reviczky Gábor mára már elpusztult síremléke is ebben a stílusban épült meg. Bizonyos mértékű egyiptomi hatásra lehet következtetni a temető obeliszk-szerű síremlékeiből is (pl. Villani, Gyulai, Pecz, Kauzer, Wolsky, Schottola, Bókay stb. családok). Balassa János késő klasszicista jellegű síremléke piramisos háttér előtt emelkedik.
A Fiumei úti sírkert mellett fekvő Salgótarjáni utcai zsidó temetőben ugyanakkor jóval több síremlék tanúskodik tervezője egyiptizáló hajlamáról. Obeliszkes síremlékek is találhatók itt. A Kozma utcai izraelita temetőben a Grósz-család mauzóleumának szárnyas domborműve egyiptizáló. Más temetőkben is előfordulnak egyiptizáló síremlékek, példa erre a kemenesmagasi Berzsenyi-család sírboltja.
A szobrászok közül Vilt Tibor és Mészáros László munkásságában figyelhető meg az 1930-as években.
A stílus egyik ismert utolsó magyarországi megnyilvánulása a szocialista realizmuson belül érhető tetten: a dunaújvárosi Szent Pantaleon Kórház Rendelőintézetének az előcsarnok két, szimmetrikusan elhelyezett kapuja esetében figyelhető meg (1952). A Dunai Vasmű lótuszvirágos oszlopfőinél ugyanez a stílus érvényesült (1950).

## Utóélet
A ókori Egyiptom iránt érdeklődés később sem tűnt el, újabb formájára egyesek az „egyiptománia” kifejezéssel szokták használni.

## Fordítás
- Ez a szócikk részben vagy egészben  az   Egyptian Revival architecture című angol Wikipédia-szócikk fordításán alapul.  Az eredeti cikk szerkesztőit annak laptörténete sorolja fel. Ez a jelzés csupán a megfogalmazás eredetét és a szerzői jogokat jelzi, nem szolgál a cikkben szereplő információk forrásmegjelöléseként.

## Egyéb irodalom
- Curl, J. S.: Egyptomania. The Egyptian Revival: A Recurring Theme in the History of Taste. Manchester – New York, 1994.